# Freddie McGregor
Freddie McGregor (Clarendon, 27 giugno 1957) è un cantautore e produttore discografico giamaicano.

## Biografia
Nel 1963 ha incontrato Ernest Wilson e Peter Austin, con i quali ha formato il gruppo The Clarendonians, attivo fino al 1972 e poi nuovamente negli anni '90.
Negli anni '70 e '80 ha collaborato con il produttore Niney The Observer. Nel 1975 si è convertito al rastafarianesimo.
La sua popolarità è aumentata negli anni '80 con Bobby Bobylon e altre hit. Ha lavorato con Henry "Junjo" Lawes, Gussie Clarke e Linval Thompson.
Due suoi album degli anni 2000 (Signature e Anything for You) hanno ricevuto la nomination ai Grammy Awards.
Come produttore ha lavorato con Luciano, Mikey Spice e altri artisti. Ha tre figli, uno dei quali è il produttore Di Genius (Stephen McGregor), produttore e musicista.
Nel suo album del 2013 Di Captain vi collabora Etana.
Nel corso della sua carriera ha pubblicato per diverse etichette discografiche, tra cui VP Records, Greensleeves Records, Studio One, Polydor Records, RAS Records e altre.

## Discografia
Album
- Bobby Bobylon (1979) Studio One
- Mr. McGregor aka Freddie McGregor (1979) Observer/Jackal/56 Hope Rd/Mercury
- Lovers Rock (Showcase Jamaica Style) (1981) Live & Love
- I Am Ready (1982) Coxsone/Studio One
- Love At First Sight (1982) Intense
- Come On Over (1983) RAS
- Rhythm So Nice (1983) Thompson Sounds
- Across The Border (1984) RAS
- All In The Same Boat (1986) RAS
- Freddie McGregor (1987) Polydor
- Don't Want To Be Lonely Studio One
- Live at the Town & Country Club (1991) VP
- FM (1992) High Times
- Live in London 1991 (1993) Charly
- Roots Man Skanking Clocktower
- Sing Jamaican Classics Vol.1
- Masterpiece (1997) VP
- Jamaican Classics Vol.2 (1998) Big Ship
- Magic In The Air (1999) Big Ship
- Zion Chant (1999) Heartbeat
- Signature (2000) VP
- Rumours (2000) Greensleeves
- Carry Go Bring Come (2000) Greensleeves
- Hard to Get (2000) Greensleeves
- Forever My Love (2000) RAS
- Push On (2002) Big Ship
- Lovers Rock (2003) Prestige
- Anything For You (2002) VP
- Reggae Max (2003) Jet Star
- Heart Is Willing (2003) Charm
- Rhythms of My Heart (2004) Nuff
- Comin' in Tough  (2005) VP
- Mister Eudaric Riddim (2009)
- Mr.McGregor (2009) VP
- Giants (2009) Joe Gibbs Publishing
- Di Captain (2013), VP